# جاك باوتشر
جاك باوتشر (بالإنجليزية: Jack Boucher)‏ هو مصور أمريكي، ولد في 4 سبتمبر 1931 في بوفالو في الولايات المتحدة، وتوفي في 2 سبتمبر 2012 في سيلفر سبرينغ في الولايات المتحدة.